# 禹航路站
禹航路站是杭州地铁16号线的一个车站，位于中华人民共和国浙江省杭州市余杭区中泰街道S102省道与城东路交叉口。

## 历史
- 2020年4月23日，车站投入运营[2]。

## 车站结构
本站为地下二层岛式站台，平行S102省道东西向布置，临近禹航路。地下一层为站厅层，地下二层为16号线站台层。

### 楼层分布
| 地面 |                    | 出入口                         |  |  |
| -1层 | 站厅               | 自动售票机、客服中心、安检通道 |  |  |
| -2层 |                    | █ 16号线 往九州街（中泰）      |  |  |
|      | 岛式站台，左侧开门 |                                |  |  |
|      |                    | █ 16号线 往绿汀路（凤新路）    |  |  |